# Arnold Adolf Bentinck van Nijenhuis

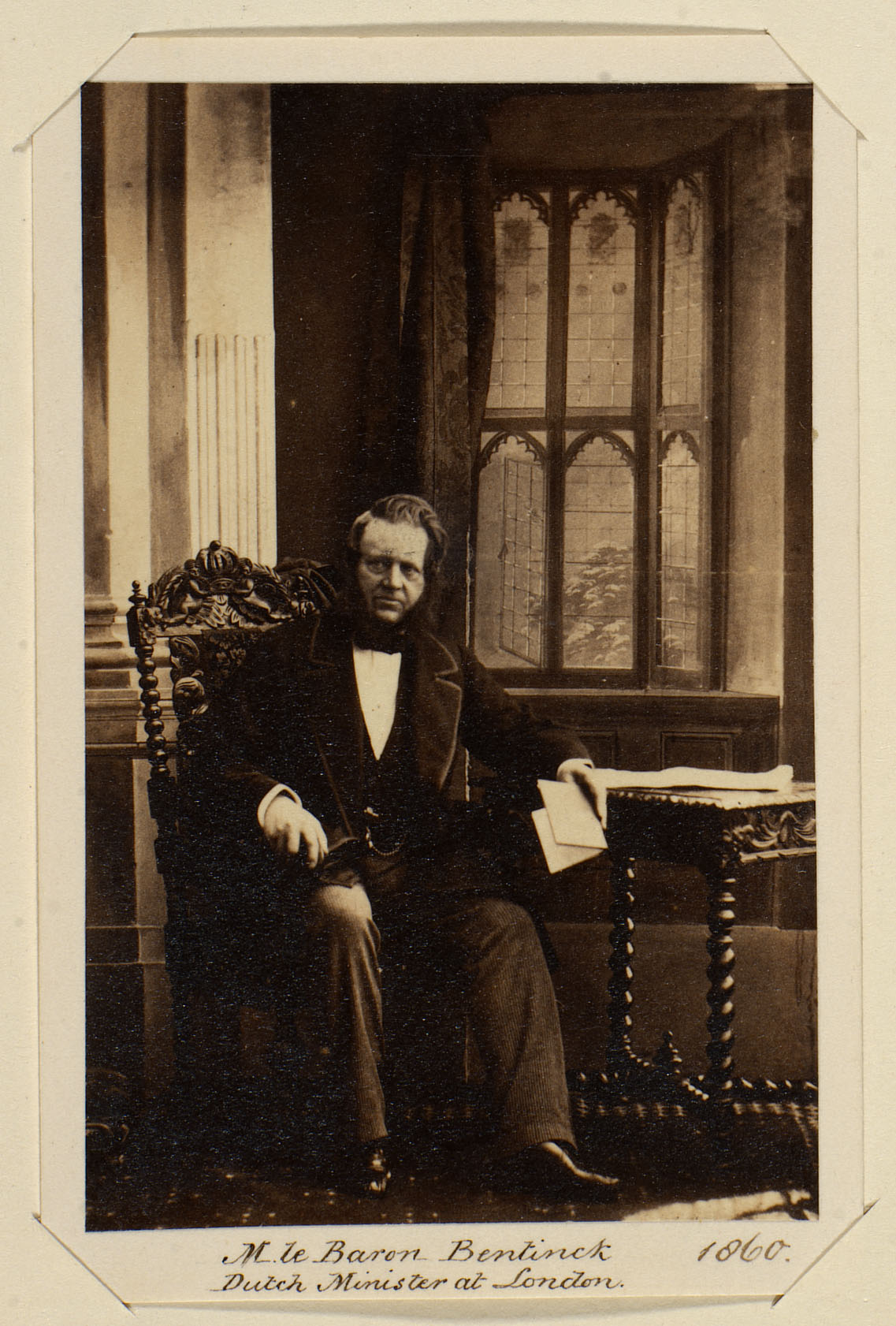
Arnold Adolf Bentinck van Nijenhuis (1860)

Arnold Adolf Baron Bentinck van Nijenhuis (* 17. April 1798 in Heino, Provinz Overijssel; † 2. März 1868 in London) war ein niederländischer Diplomat und Politiker, der unter anderem 1848 Außenminister im Kabinett Schimmelpenninck war. Am 21. November 1848 wurde ihm der Ehrentitel eines Staatsministers verliehen.

## Leben
Arnold Adolf Baron Bentinck van Nijenhuis stammte aus einer Familie aus der Provinz Overijssel und war der Sohn des Politikers Adolf Carel Bentinck van Nijenhuis (1764–1837), der unter anderem Mitglied der Zweiten Kammer der Generalstaaten war, und dessen Ehefrau Maria Francoise van Aerssen-Beijeren`(1767–1807). Sein älterer Bruder Willem Bentinck van Nijenhuis (1795–1861) war Oberst der Artillerie, während sein jüngerer Bruder Volkier Marius François Bentinck tot Nijenhuis (1807–1888), Major und Mitglied der Provinciale Staten war. Er selbst absolvierte ein Studium der Fächer Römisches Recht und niederländisches Recht an der Universität Leiden und schloss dort 1820 seine Promotion zum Doktor der Rechte mit der Dissertation Quaestiones varii argumenti. Specimen juridicum inaugurale, exhibens quaestiones varii argumenti ab, in der er sich mit Fragen zu verschiedenen juristischen Themen befasste. Er wurde am 4. Juli 1829 Kammerherr von König Wilhelm I. in außerordentlichem Dienst (Kamerheer des Konings in buitengewone dienst) sowie später außerordentlicher Gesandter und bevollmächtigter Minister in Belgien. Er hatte dort allerdings keinen so guten Ruf, weil er wenig Sympathie für das junge Königreich Belgien hatte. 
Nach dem Rücktritt von Ministerpräsident Gerrit Schimmelpenninck wurde Bentinck van Nijenhuis als dessen Nachfolger am 17. Mai 1848 Außenminister im Kabinett Schimmelpenninck und bekleidete diese Funktion bis zum 21. November 1848. Als Minister musste er sich unter anderem mit der Bewegung auseinandersetzen, die das Herzogtum Limburg von den Niederlanden trennen wollte. Nach dem Ende der Amtszeit wurde ihm am 21. November 1848 auf Lebenszeit der Ehrentitel eines Staatsministers (Minister van staat) verliehen.
Im Anschluss kehrte er am 16. Dezember 1848 als außerordentlicher Gesandter und bevollmächtigter Minister im Königreich Belgien zurück und verblieb auf diesem Posten bis Juli 1851. Im Anschluss wurde er nach seiner Ernennung durch Königlichen Erlass vom 2. Mai 1851 im Juli 1851 außerordentlicher Gesandter und bevollmächtigter Minister im Vereinigten Königreich Großbritannien und Irland und bekleidete dieses Amt bis zu seinem Tode am 2. März 1868.

## Veröffentlichung
- Quaestiones varii argumenti. Specimen juridicum inaugurale, exhibens quaestiones varii argumenti, Dissertation, Universität Leiden, 1820